# تبعیض طبقاتی

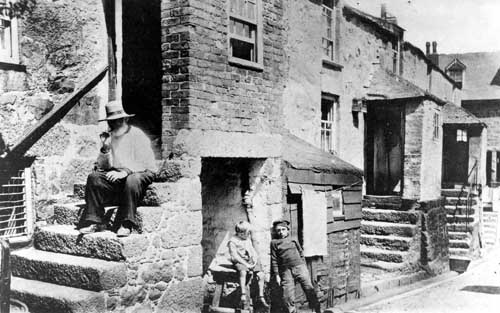
نمایی از زندگی طبقه فقیر

تبعیضِ طبقاتی نگرش و کُنشِ از رویِ پیش‌داوری، تعصب و تبعیضِ فرد و بر پایهٔ طبقهٔ اجتماعیِ بالاترِ فرد است. پیامد این رویکرد شاملِ نگرش، رفتار، کنش‌ها و شیوه‌هایی به نفعِ طبقه بالا (جامعه‌شناسی) و به زیانِ طبقهٔ پایین‌تر است.